# Hüttikon
Hüttikon es una comuna suiza situada en el distrito de Dielsdorf, en el cantón de Zúrich. Tiene una población estimada, a fines de 2021, de 930 habitantes.